# Psittiparus
Psittiparus — рід горобцеподібних птахів родини суторових (Paradoxornithidae). Представники цього роду мешкають в Гімалаях і Південно-Східній Азії. Раніше їх відносили до роду Сутора (Paradoxornis). однак за результатами молекулярно-генетичного дослідження вони були переведені до відновленого роду Psittiparus.

## Види
Виділяють чотири види:
- Сутора чорноборода (Psittiparus gularis)
- Сутора анамська (Psittiparus margaritae)
- Сутора руда (Psittiparus ruficeps)
- Сутора рудоголова (Psittiparus bakeri)[5]

## Етимологія
Наукова назва роду Psittiparus походить від сполучення слів лат. psittacus — папуга і лат. parus — синиця.